# Chabria obscura
Chabria obscura – gatunek chrząszcza z rodziny stonkowatych.
Gatunek ten opisany został w 2002 roku przez Lwa N. Miedwiediewa.
Chrząszcz o krótko jajowatym ciele długości 6,1 mm, ubarwionym czarno z jasnożółtawobrązowymi czułkami i ciemnosomlistymi: głową, przedpleczem i częścią goleni. Rzeźba i punktowanie na opatrzonej trójkątnymi guzkami czołowymi głowie bardzo delikatne. Czułki sięgają do wierzchołkowych zboczy gęsto punktowanych pokryw. Dwukrotnie szersze niż dłuższe przedplecze ma prawie proste i ostro kanciaste przed pogrubionymi kątami przednimi boczne krawędzie. Narządy rozrodcze samca o przewężonym pośrodku edeagusie, pozbawionym wgłębień na spodzie.
Owad znany tylko z filipińskiej wyspy Mindanao, z prowincji South Cotabato.